# Nit polar

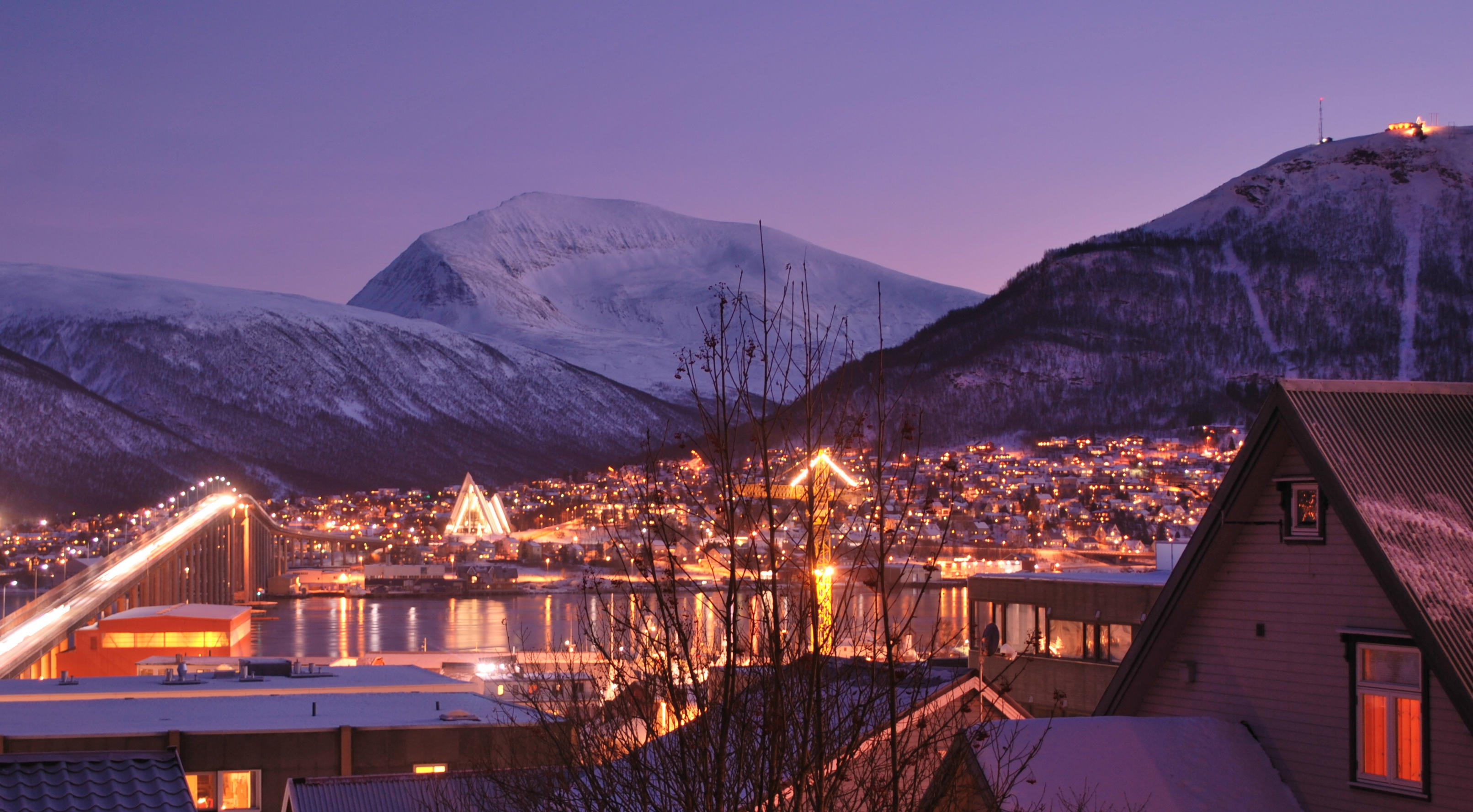
Nit polar (foto del començament de la tarda) a Tromsø, Noruega

La nit polar s'esdevé quan la nit dura més de 24 hores. Això només passa dins del cercle polar àrtic i antàrtic. El fenomen oposat, quan el sol està per sobre de l'horitzó durant un temps llarg (durant les 24 hores del dia) s'anomena dia polar, o sol de mitjanit.
En altres planetes del sistema solar també hi ha nit polar i sol de mitjanit. On s'ha estudiat més les implicacions d'aquest fenomen, a part de la mateixa Terra, és a Mart.
Un error molt comú és el de pensar que en tots els llocs on hi ha el sol de mitjanit, el dia més curt és totalment fosc. Això no sempre és cert a causa del crepuscle. En els llocs molt propers als pols geogràfics de la Terra sí que la foscor és total, però en les zones properes als cercles polars àrtic o antàrtic hi ha sol de mitjanit, però no pas nit polar. De fet, les regions polars acostumen a rebre més llum de crepuscle al llarg de l'any que les zones situades més a prop de l'equador.
A les regions dins dels cercles polars, la durada del moment en el qual el sol està per sota de l'horitzó varia des de 20 hores just en el cercle polar àrtic i cercle polar antàrtic, a 179 dies en els pols geogràfics de la Terra. Tanmateix, no tot aquest temps rep la classificació de nit polar, ja que hi pot haver molta llum solar per motiu de la refracció. A més, es diu que el temps que el sol roman sobre l'horitzó és de 186 dies (enfront dels 179). Aquesta asimetria en el nombre de dies es deu al fet que el temps en què el sol està parcialment sobre l'horitzó es considera com temps de dia.

## Tipus de nit polar

Nivell màxim de nit polar possible a les diferents latituds

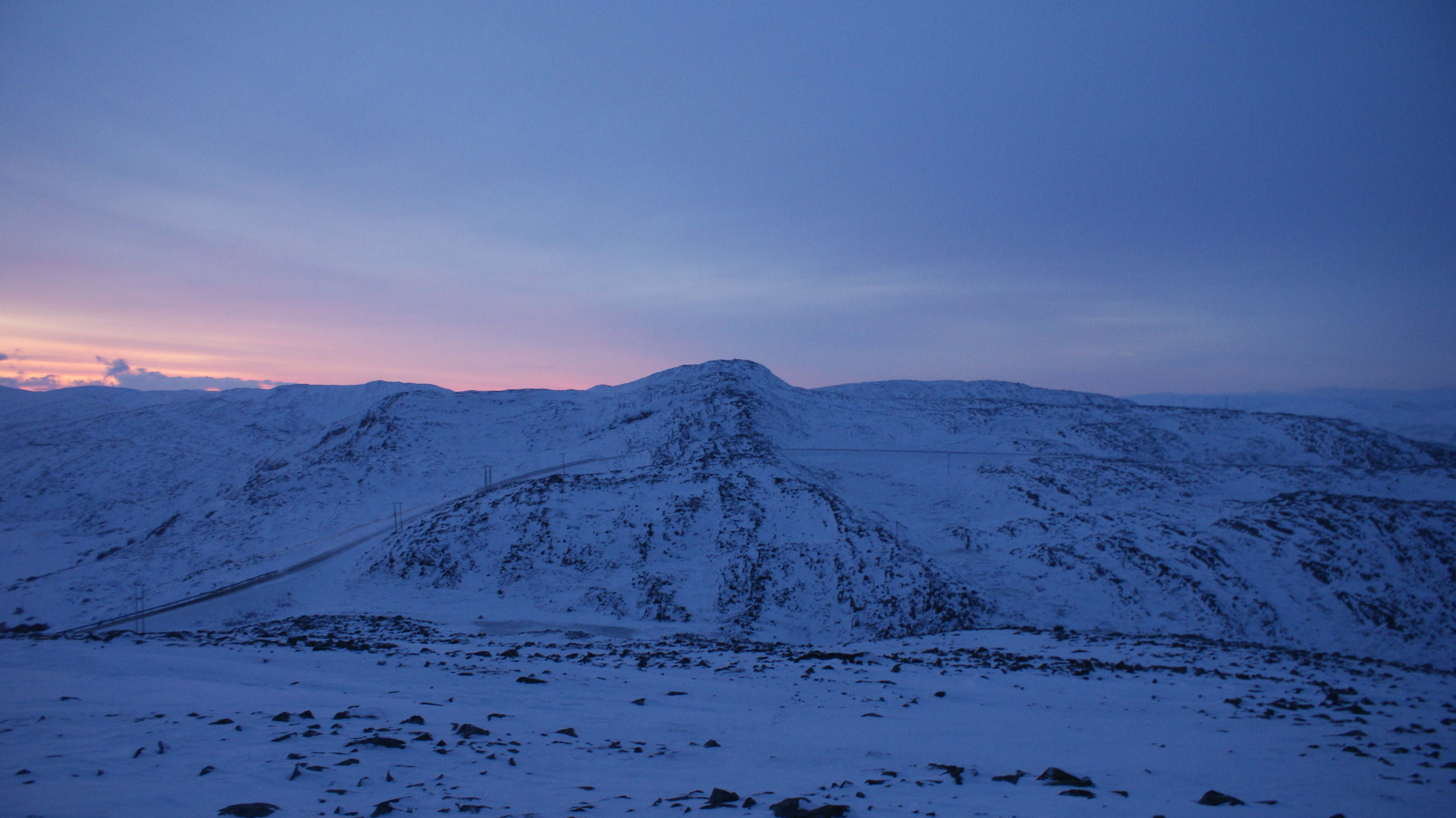
Nit polar a la península Nordkinn, la península situada més al nord de l'Europa continental

Hi ha diversos tipus de nit polar. Això es deu al fet que la nit polar es defineix com el període en el qual no hi ha ni sol ni crepuscle, i hi ha diversos tipus de crepuscle. Les següents definicions segons la latitud estan basades en mesures del firmament sense núvols. Quan el cel està ennuvolat és més fosc.

### Nit polar civil
La nit polar civil és el període durant el qual no hi ha crepuscle civil. El crepuscle civil es produeix quan el sol es troba entre 0 i 6 graus sota l'horitzó. Per causa de la refracció, encara hi ha prou llum per a activitats normals a l'aire lliure. La nit polar civil es limita a latituds per sobre de 72° 33′, que estan exactament sis graus dins del cercle polar. A l'Europa continental no hi ha cap lloc a aquesta latitud. Tanmateix, al territori noruec de Svalbard, la nit polar civil es produeix des d'aproximadament el 12 de novembre fins al final de gener. A Dickson (Rússia), la nit polar civil dura aproximadament un mes. Si el cel està molt ennuvolat es torna més fosc, i llocs com la costa de Finnmark (sobre 70° de latitud) a Noruega poden tenir un dia força fosc.

### Nit polar nàutica
La nit polar nàutica és el període durant el qual només hi ha una lleugera brillantor de llum visible durant el migdia. Això passa quan no hi ha crepuscle nàutic. El crepuscle nàutic es produeix quan el sol es troba entre sis i dotze graus sota l'horitzó. Per causa de la refracció, encara hi ha una zona en l'horitzó on clarament hi ha més llum que en altres zones. La nit polar nàutica està limitada a latituds per sobre de 78° 33′, cosa que està exactament 12 graus dins del cercle polar, o onze graus i mig des dels pols. Alert, Nunavut, l'assentament humà més al nord del món, experimenta la nit polar nàutica des de finals de novembre a mitjans de gener.

### Nit polar astronòmica
La nit polar astronòmica és el període en el qual no es pot veure ni rastre de llum, ni hi ha crepuscle astronòmic. El crepuscle astronòmic es produeix quan el sol es troba entre dotze i divuit graus sota l'horitzó. Així, la nit polar astronòmica es produeix en latituds per sobre de 84° 33′, cosa que està exactament a divuit graus del cercle polar o cinc graus i mig des dels pols. Durant la nit polar astronòmica, les estrelles de la sisena magnitud, que són les més tènues que es poden veure a ull nu, es poden veure durant tot el dia.
No hi ha cap assentament humà permanent en aquesta banda de latitud. Aquesta zona de l'oceà Àrtic està generalment permanentment coberta de gel. Algunes estacions de l'Antàrtida, incloent la base Amundsen-Scott en el pol sud, experimenten aquest fenomen on també s'ha estudiat l'efecte sobre la capa d'ozó.

## Efectes en humans
El període de nit polar pot produir depressió en algunes persones. Els dies polars o sol de mitjanit poden també afectar les persones. S'hi ha investigat el maldecap i la migranya. Els qui pateixen trastorn afectiu estacional hi són particularment susceptibles. La nit polar també pot estar implicada en alguns casos de síndrome de solipsisme.

## Efectes en altres animals
En ocells com els cormorans (Phalacrocorax carbo) s'ha demostrat que aconsegueixen pescar sense contacte visual.